# Бабрак Кармал
Бабрак Кармал е Афганистански политик, президент на Афганистан (1979—1986 година).

## Биография
Роден е в предградие на Кабул, в семейство на армейски генерал. Предците на Кармал по бащина линия са преселници от Кашмир, Индия, които пристигат в Афганистан по времето, когато Кашмир е част от империята на Дурани. Те са асимилирани от таджикското общество на Кабул. Бащата крие своето непущунско потекло, говорейки само на пущу. Майката на Кармал е персийскоезична пущунка.
Истинското име на Кармал е Султан Хюсеин, което той променя на по-близко до местните афгански имена. Докато учи в Кабулския университет, се увлича по идеите на комунизма. През 1965 година става член на Народно-демократичната партия на Афганистан. Оглавява фракцията „Парчам“. В периода 1965-1973 година е депутат в парламента на страната.
След Априлската революция от 1978 година става заместник-председател на Революционния съвет, но през лятото на същата година е свален от поста и е изпратен като посланик в Чехословакия. Същата есен е обвинен в антиправителствен заговор и е снет от поста посланик. Остава да живее в емиграция.
След навлизането на Съветската армия в Афганистан през 1979 година, става генерален секретан на НДПА, председател на революционния съвет и председател на Съвета на министрите (премиер). На 4 май 1986 година, с решение на 18-ия пленум на ЦК на НДПА Бабрак Кармал е освободен „по здравословни причини“ от длъжността генерален секретар на ЦК на партията, съхранявайки поста му в Политбюро. Свалянето от длъжността е наредено от СССР, където на власт встъпва Михаил Горбачов. В края на 1986 година е свален и от поста председател на Революционния съвет.
Умира в 1-ва градска болница в Москва, на 1 декември 1996 година, на 67-годишна възраст.